# Coelidia maldivensis
Coelidia maldivensis är en insektsart som beskrevs av William Lucas Distant 1908. Coelidia maldivensis ingår i släktet Coelidia och familjen dvärgstritar. Inga underarter finns listade i Catalogue of Life.